# Грошові кошти
Грошові кошти — поняття бухгалтерського обліку, яке відображає найліквідніші активи підприємства та включає готівку в касі, кошти на рахунках в банках, електронні гроші, які емітуються у відкрито циркулюючій системі, депозити до запитання та кошти в дорозі.